# Jade Vansteenkiste
Jade Vansteenkiste (Ledegem, 17 juli 2003) is een Belgisch turnster.

## Loopbaan

### Juniors
In 2018 nam Vansteenkiste deel aan het Europees Kampioenschap in Glasgow aan de team meerkamp voor junioren samen met Stacy Bertrandt, Margaux Daveloose, Fien Enghels, Noemie Louon. Het team werd er 6e.

### Seniors
Vansteenkiste maakt haar debuut bij de Seniors in 2019. Op het Europees kampioenschap van dat jaar in Polen behaalde ze een plaats in de finale voor zowel de meerkamp als op de vloer. In de finale op de meerkamp behaalde ze 48.798 punten wat goed was voor een 20ste plaats. Voor de vloer kwalificeerde ze zich met 13.133 punten wat goed was voor een 5de beste score samen met de Franse Marine Boyer. Ze was ook de jongste deelneemster die zich wist te kwalificeren voor de vloer finale.

## Palmares

### Senior
| Jaar | Wedstrijd              | All around | All around | Onderdeel | Onderdeel | Onderdeel | Onderdeel |
| Jaar | Wedstrijd              | Indiv.     | Team       |           |           |           |           |
| ---- | ---------------------- | ---------- | ---------- | --------- | --------- | --------- | --------- |
| 2019 | Europees Kampioenschap | 20e        |            |           | 48e       | 22e       | 6de       |

### Junior
| Jaar | Wedstrijd              | All around | All around | Onderdeel | Onderdeel | Onderdeel | Onderdeel |
| Jaar | Wedstrijd              | Indiv.     | Team       |           |           |           |           |
| ---- | ---------------------- | ---------- | ---------- | --------- | --------- | --------- | --------- |
| 2018 | Europees Kampioenschap |            | 6e         |           |           |           |           |
| 2018 | Belgisch Kampioenschap | 6e         |            |           |           |           |           |
| 2018 | Master Massilia        |            | Brons      |           |           |           |           |